# زناتية شرق المغرب
زناتية شرق المغرب أو اللهجة الأمازيغية الزناتية في شرق المغرب هي مجموعة من اللهجات الأمازيغية المستخدمة في الجهة الشرقية بالمغرب، من إقليم جرادة إلى إقليم تاوريرت. ترتبط هذه اللهجة ارتباطًا وثيقًا بلهجات الريف وبني يزناسن، وكذلك بلهجات بني سنوس في أقصى غرب الجزائر.
تنتشر اللهجة الزناتية بشرق المغرب بين عدد من القبائل الأمازيغية و هي الزكارة وبني يعلى وأولاد بخيتي وبني بوزكو والحديين والمحارز و كذلك بقبائل بني شبل وبني كولال وأولاد اعمر وأولاد بلقاسم و أولاد الميدي وروابح.